# ینی‌سئی بزرگ
ینی‌سئی بزرگ (انگلیسی: Great Yenisey) یک رودخانه در استان تووای کشور روسیه است.